# 모모타 카나코
모모타 카나코(百田夏菜子, 1994년 7월 12일 ~ )는 일본의 여성 아이돌 그룹 모모이로 클로버 Z의 리더. 연예사무소 스타더스트 프로모션 소속.

## 인물
- 취미는, 집에서 빈둥거리는 것, DVD 감상.
- 특기는, 리듬체조, 댄스, 농구.
- 캐로라는 이름의 요크샤테리아를 기르고 있다.
- 소학교 5학년때 잡지 「월간데☆뷰」로 스타더스트 오디션 기사를 보고 응모한 것을 계기로 현재의 사무소에.
- 3세의 무렵부터 리듬체조를 하고 있기 때문에 몸이 부드럽다.
- 파스포☆의 타마이 안나, 마스이 미오는 고등학교의 동급생이다.

### 모모이로 클로버 Z 관련
- 동사무소의 아이돌 유닛, 모모이로클로버-의 대부로 리더 & 센터를 근무하고 있어 멤버 칼라는 빨강이다.
- 액이 넓고, 자기 소개의 캐치프레이즈로「8(하치), 8(하치), 8(하치), 8(하치),짱구머리(데콧파치)!」라고 한다.
- 그 외, 시즈오카 현 출신이므로「차밭의 신데렐라」, 보조개가 있으므로 「보조개는 사랑의 함정」도 상용하고 있다.

## 작품

### 앨범
- ビタミンB (2025년 2월 12일)

### 라이브 앨범
- Talk With Me ～シンデレラタイム～ (2022년 7월 12일)

### 착신 싱글
- クリスマスしよ♡ (2023년 12월 15일)

### 착신 EP
- 30th (2024년 7월 12일)

## 출연

### TV
- 초콜릿 ~사랑받는 여자 미움받는 여자 그랑프리 (2009년 4월 1일, 니혼TV) - 재현 드라마 출연
- 음용문 (2010년 5월, 니혼TV) - 낭독 소녀
- 런킨구와 (2010년 7월 5일 ~ 8일, 칸사이테레비)
- 비밀의 현민 SHOW (2011년 7월 28일, 요미우리 TV)

### 애니메이션
- 요스가노소라 (2010년 10월, AT-X) - 여학생 역

### 잡지
- Girls! Vol.26 (2008년)

### 서지
- SDP Bunko 나츠메 소세키, 아쿠타가와 류노스케외,「꿈」표지+권두 (2009년 7월)

### PV
- little by little「Pray」(2008년 5월 28일)
- 바본즈「autumn」·「설국」·「정」(2008년 ~ 2009년)
- 오레스카밴드「너스트라이프」(2008년 10월 22일)

### WEB
- OCN 게임 컴퓨터 서브컬쳐 매거진 OG 제26호 (2008년 9월)

### 그 외
- ASIAN 미소녀 FILE 쁘띠 달러 스쿨(2008년 8월, SOUND PLANET)